# Felix Salten
Felix Salten (Pest (Budapest), Hungría, Imperio  austrohúngaro, 6 de septiembre de 1869 – Zúrich, 8 de octubre de 1945), registrado al nacer como Siegmund Salzmann, fue un escritor austro-húngaro. Fue autor de la novela Bambi, una vida en el bosque o Bambi: historia de una vida en el bosque (título original: Bambi. Eine Lebensgeschichte aus dem Walde), que trata sobre la vida de un corzo.

## Trayectoria
Nació en la ciudad de Pest del Imperio  austrohúngaro en el seno de una familia judía. Su padre era Fülöp Salzmann, el dependiente de la oficina de telégrafos de Pest, su madre era Maria Singer. Cuando tenía tres años su familia emigró a Viena (Austria). Muchos judíos emigraban a esta ciudad a finales del siglo XIX porque Viena finalmente había reconocido la ciudadanía completa a los judíos en 1867. Pero cuando su padre entró en quiebra, Felix Salten tuvo que dejar la escuela y empezar a trabajar en una agencia de seguros. También empezó a enviar poemas y revisiones de libros a varias publicaciones. 
Formó parte del movimiento de la "Joven Viena" (Jung-Wien) y pronto fue contratado a tiempo completo como crítico de arte y teatro para la prensa vienesa. A los treinta años, en 1900, se imprimió su primera colección de historias cortas. En 1901 fundó el primer cabaret literario de Viena, aunque duró poco tiempo. 
Y muy pronto empezó a publicar, como media, un libro por año de guiones, historias cortas, novelas, libros de viajes y colecciones de ensayos. También colaboró en casi todos los periódicos más importantes de Viena. Escribió guiones de cine y librettos para operetas. En 1927 fue presidente del club austríaco P.E.N.
Su obra más famosa es Bambi, una vida en el bosque, escrita en 1923. Se tradujo al inglés en 1928 y en 1933 vendió los derechos de la película a los estudios Walt Disney por la suma de 5000 dólares. Disney estrenó su película basada en Bambi en 1942. Escribió otro libro basado en el personaje de Bambi titulado Los hijos de Bambi en 1939. Sus novelas Perri y El sabueso de Florencia inspiraron las películas de Disney Perri y The Shaggy Dog (2006). 
Pero esa producción deforma su trayectoria, de modo que su nombre queda asociado a libros infantiles. Por ejemplo, a Salten se le considera el autor de la novela erótica Josefine Mutzenbacher, la autobiografía ficticia de una prostituta vienesa, publicada en 1906.

## Exilio
La vida en Austria se hizo peligrosa para los judíos prominentes en la década de 1930. Adolf Hitler prohibió los libros de Salten en 1936. Tres años más tarde (1939), muy poco después de que Alemania se anexionase Austria, Salten emigró a Zúrich (Suiza), donde vivió hasta su muerte.
Estuvo casado con la actriz Ottilie Metzl, y tuvo dos hijos, Paul y Anna-Katherina. 

## Novelas seleccionadas
- Josefine Mutzenbacher 1906
- Olga Frohgemuth (1910)
- Bambi, una vida en el bosque (1923)
- Martin Overbeck (1927)
- Historia de quince liebres (1929)
- Florian, el caballo del Emperador (1933)
- Perri, Bobbs Merrill Publishers, (1938)
- Los hijos de Bambi (1939)
- Djibi, el pequeño gatito (1945)